# Intimidades de Shakespeare y Víctor Hugo
Intimidades de Shakespeare y Víctor Hugo és una pel·lícula documental de 2008 dirigida per Yulene Olaizola. Incorpora testimoniatges de Rosa Elena Carvajal i Florència Vega Moctezuma.
A través dels testimoniatges reconstrueix la història de Jorge Riosse, qui va viure com a hoste de Rosa Carvajal.
Es va estrenar mundialment en el FICCO el 27 de febrer de 2009.

## Sinopsi
A la cantonada de Shakespeare i Víctor Hugo, en la colònia Anzures de la ciutat de Mèxic es troba una casa en la qual habita una dona gran, qui és àvia de la directora i qui té una casa d'hostes. La directora recorda especialment a un personatge de la seva infància, Jorge Riosse, que es va allotjar a la casa de la seva àvia. En aparença un jove tranquil que es dedicava a la pintura, hi ha indicis que realment tenia un altre passatemps ocult.

## Producció
El film es va crear com un exercici escolar per al quart any d'estudis de la directora en el Centre de Capacitació Cinematogràfica. Es va rodar a la casa de Rosa Carvajal amb l'ajuda de Rubén Imaz en menys de 20 dies al llarg de sis mesos.

## Recepció
La cinta es va exhibir en diversos festivals internacionals entre els quals es troben el FICCO, el Festival Internacional de Cinema de Morelia i el Festival Internacional de Cinema de Transsilvània.

## Premis
Va ser nominada a quatre arieles dels quals va guanyar el premi a millor Opera prima. A més va guanyar més de deu premis internacionals entre els quals es destaquen el premi FIPRESCI al Millor Documental Mexicà i el Premi a Millor Pel·lícula en el Festival Internacional de Cinema de Transsilvània.
| Any  | Categoria                             | Persona                                | Resultat  |
| ---- | ------------------------------------- | -------------------------------------- | --------- |
| 2009 | Ariel Millor Opera prima              | Yulene Olaizola                        | Guanyador |
| 2009 | Premi Ariel a la millor pel·lícula    | Centro de Capacitación Cinematográfica | Nominat   |
| 2009 | Ariel Millor edició                   | Yulene Olaizola                        | Nominat   |
| 2009 | Ariel Millor llargmetratge documental | Yulene Olaizola                        | Nominat   |

- Millor documental, XV Mostra de Cinema Llatinoamericà de Catalunya, 2009[5]